# Ingeborg Pettersen
Ingeborg Pettersen (Sarpsborg, 18 december 1851 – Oslo 22 augustus 1918) was een Noorse zangeres binnen de klassieke muziek.
Ze werd als laatste kind geboren binnen het gezin van deurwaarder en later politicus Georg Pettersen (van Duitse/Deense afkomst) en Thora Resch.
Ze kreeg haar muzikale opleiding onder meer bij Mathilde Andersen en aan de keizerlijke Sing-Akademie in Berlijn bij professor Schulze. Haar eerste optredens vonden plaats in 1877. Een van die concerten was gewijd aan haar mentor Fritz Arlberg. Ze zong toen aria’s uit opera’s van Wolfgang Amadeus Mozart. Dat concert werd snel gevolgd door een concert gegeven namens de componist Olse Olsen. Ze zong toen een aria uit Alessandro Stradella van Friedrich von Flotow. Ze begon toen gelijktijdig met het geven van zanglessen. Gedurende de daarop volgende jaren 1886 en 1887 trad ze een aantal keer op met de eveneens Noorse pianiste Agathe Backer-Grøndahl. Haar laatst bekende concert vond plaats in mei 1887 met liederen van onder meer Halfdan Kjerulf en Edvard Grieg. Ze was bevriend met een aantal componisten van die tijd en had ook een aantal van hun manuscripten in haar bezit. Concerten volgden in Kopenhagen onder Niels Gade en in Duitsland onder leiding van Joseph Joachim. 
Vervolgens vertrok Pettersen naar Engeland, Schotland (Dundee Society of Musicians) en de Verenigde Staten, waar de nadruk kwam te liggen op les geven en af en toe een concert. Haar naam wijzigde ze daar in Ingeborg Resch Pettersen. Haar laatste concert in de Verenigde Staten vond plaats in San José (Californië), waarna ze terugkeerde naar Noorwegen. 